# Binəqədi
Binəqədi – osiedle typu miejskiego w Azerbejdżanie, należące do miasta wydzielonego Baku. Według danych na rok 2015 liczyło 38 300 mieszkańców.